# Dubielno (powiat chełmiński)
Dubielno (niem. Dübeln) – wieś w Polsce położona w województwie kujawsko-pomorskim, w powiecie chełmińskim, w gminie Papowo Biskupie (północna Polska).

## Podział administracyjny
W latach 1975–1998 miejscowość należała administracyjnie do województwa toruńskiego. Wieś zajmuje powierzchnię 855,15 ha. Miejscowość posiada 72 gospodarstwa indywidualne.

## Szkolnictwo
W Dubielnie od 1970 jest szkoła podstawowa im. Mikołaja Kopernika. 

## Związki wyznaniowe
Dubielno należy do parafii św. Mikołaja w Papowie Biskupim.

## Historia

### Prehistoria
W neolicie zaczęła się na tych terenach kultura pucharów lejkowatych. W początkowym okresie epoki żelaza tworzono tutaj zbiorowe groby. 

### Średniowiecze
Pierwsza wzmianka o miejscowości pochodzi z 1341. W źródłach wieś występowała pod nazwami Dubel (1341), Tubelle (1440), Dwbellen (1543), Dubelno (1570), Dubielno (1614), Duebeln (1910), Dübeln (1921). Nazwa miejscowości prawdopodobnie pochodzi od ryby dubiel.
W średniowieczu Dubielno należało się komuturstwa, a później do prokuratora papowskiego. W 1341 roku Dytrych von Altenburg przekazał Hermanowi Kuthenowi przywilej na sołectwo. Zakon krzyżacki w 1438 roku posiadał we wsi 42 łany. W 1446 roku Dubielno stało się własnością królów polskich. Król Aleksander Jagiellończyk w 1506 roku przekazał wieś biskupom chełmińskim. W późnym średniowieczu Dubielno należało do tzw. klucza papowskiego.

### Nowożytność
W 1614 roku wieś liczyła 43 włóki. Według spisu z 1614 roku w Dubielnie najbogatszymi mieszkańcami byli: Wlewski, Tylicki, Papała, Paluch, Błaszyk, Mazur, Wysocz, Mikułka, Spychała, Lesny, Skonieczka, Broda, Niemiec i Wrobl. Dubielno zubożało pod wpływem wojen polsko-szwedzkich. W XVII wieku pomiędzy Dubielnem a wsią Grzegorz porastał las.
W XVIII wieku na pewien czas poprawił się stan gospodarki w Dubielnie. Od 1740 roku w wyniku działań wojennych i powodzi nastąpił drugi kryzys gospodarczy we wsi. W tym roku w miejscowości mieszkali: Błażej Kukiełka, Jan Kosierek, Mikołaj Witek, Franciszek Jaworski, Jan Jaworski, Wojciech Kukiełka, Jędrzej Kukiełka. Najbogatszym mieszkańcem Dubielna w 1757 roku był Florian Elzanowski.

### Czas zaborów
W 1772 Dubielno włączono do Prus w wyniku II rozbioru Polski. Pierwszy spis ludności pochodzi z 1773. Wieś liczyła wtedy 151 mieszkańców. Na terenach wsi była szkoła, w której w 1867 uczyło się 109 dzieci katolickich. W 1881 roku wieś liczyła 425 mieszkańców, w 1885 roku 653 mieszkańców, w 1910 roku 633 mieszkańców.

### Okres międzywojenny
W 1921 roku wieś liczyła 450 mieszkańców. W ciągu 10 lat liczba ta wzrosła do 604. W okresie międzywojennym w Dubielnie znajdowało się 11 prywatnych stawów o łącznej powierzchni 3,5 ha. Właścicielem tamtejszego majątku dworskiego został się Ferdynand Butzamann, który wybudował dwór w 1936 roku. W 1928 szkoła powszechna, katolicka, posiadała trzech nauczycieli (katolików), trzy klasy, do których uczęszczało 110 dzieci katolickich i 5 dzieci ewangelickich. Była to największa szkoła okresu międzywojennego w gminie. 

### II wojna światowa
W czasie II wojny światowej zabito pomiędzy Lisewem, Mgoszczem a Józefkowem, 5 mieszkańców. Ciała pomordowanych zakopano w polu. Zachowane szczątki odnaleziono i przeniesiono w 1945 roku na cmentarz przy kościele w Papowie Biskupim. Nazwiska pomordowanych trafiły do tablicy upamiętniającej zamordowanych w gminie Papowo Biskupie w 1990 roku. Podczas wojny do niemieckiej listy narodowej należało 7 mieszkańców Dubielna. Pod koniec stycznia z Dubielnia odeszły wojska niemieckie.
W 1945 roku NKWD wywiozło czterech mieszkańców Dubielna do obozów pracy w ZSRR. Po zakończeniu II wojny światowej we wsi mieszkało 470 mieszkańców (140 rodzin).

### Historia współczesna
W 2004 roku Dubielno liczyło 505 mieszkańców. W 1997 roku w szkole podstawowej dobudowano instalacje ciepłownicze, toalety, szatnie i hol. W 1997 roku wyremontowano drogę dojazdową do wsi. W 2000 roku rozbudowano szkołę podstawową oraz kontynuowano remontowanie dróg w miejscowości. W 2003 roku w szkole podstawowej został zmieniony sposób ogrzewania na olejowe. W 2005 roku rozpoczęto budowę drogi Dubielno-Grzegorz o łącznej długości 1760 metrów. W 2013 roku w Dubielnie znajdowało się 17 podmiotów gospodarczych.

## Obiekty
- Szkoła podstawowa
- Zniszczone boisko należące do szkoły, leżące na terenach byłego cmentarza ewangelickiego[12]
- Figurka maryjna.